# Plagithmysus polysticus
Plagithmysus polysticus là một loài bọ cánh cứng trong họ Cerambycidae.